# Domus Sanctae Marthae
Domus Sanctae Marthae (în traducere literală, Casa Sfintei Marta) este o clădire finalizată în 1996, situată în apropierea bazilicii Sfântul Petru din Cetatea Vaticanului. A fost construită în timpul pontificatului lui Ioan Paul al II-lea și funcționează ca reședință hotelieră pentru vizitatorii Sfântului Scaun. Este, de asemenea, reședința Colegiului Cardinalilor atunci când acesta este reunit în conclav. De la alegerea sa în 2013 și până la decesul său în 2025, reședința Sainte-Marthe a fost locul de reședință al Papei Francisc.

## Descriere și organizare
Reședința este situată în Piața Sfintei Marta, la sud de bazilica Sfântul Petru, de-a lungul zidului de incintă și lângă o mică poartă de acces rutier care dă spre via della Stazione Vaticana. Este formată din două clădiri paralele cu cinci etaje. Are 129 de camere, dintre care 109 sunt apartamente (alcătuite dintr-un dormitor și un birou). Acestea sunt confortabile, dar fără lux deosebit. Etajele al treilea și al patrulea au patru capele mici cu altar și prie-Dieu. La parter se află o capelă cu decorațiuni ultramoderne, birouri, un spațiu de luat masa, recepția și o sală mare de conferințe[4]. Decorul este sobru și auster.
Reședința Saint-Marthe, o clădire masivă din beton, este construită astfel încât să nu blocheze vederea dinspre bazilica Sfântul Petru.
Reședința este administrată de una dintre cele mai numeroase congregații, cu 22.000 de reprezentanți în întreaga lume, Fiicele Carității ale Sfântului Vincențiu de Paul, prin intermediul unei fundații. În mod normal, este destinată să găzduiască invitații Sfântului Scaun și vizitatorii Curiei Romane. În timpul anumitor consistorii, aici se oferă uneori mese la invitația papei.
În timpul conclavului, clădirea este rezervată exclusiv membrilor Colegiului Cardinalilor sau rezidenților obișnuiți ai Vaticanului expres autorizați să participe, conform paragrafului 46 al constituției apostolice care reglementează modalitățile de alegere a suveranului pontif: secretarul Colegiului; maestrul ceremoniilor liturgice pontificale cu doi ceremonieri și doi religioși însărcinați cu sacristia pontificală; un eclesiastic ales de decanul Colegiului ca asistent; membri ai clerului însărcinați cu spovezile în diverse limbi, precum și doi medici, toate aceste persoane trebuind să fi obținut aprobarea camerlengului și a celor trei cardinali asistenți. Locuințele sunt distribuite la întâmplare, fără nicio prerogativă legată de vârstă, rang sau funcție, cu excepția necesităților medicale. Pe durata scrutinului, reședința este izolată de orice comunicare cu exteriorul, sub orice formă. Comunicațiile telefoanelor mobile sunt bruiate, sunt căutate eventuale dispozitive de micro-spionaj; încălcarea secretului și a regulilor de izolare este pasibilă de excomunicare latae sententiae (imediată), atât pentru cardinali, cât și pentru persoanele care ar putea să se apropie de ei. Transferurile, cu autobuzul sau pe jos, de la reședință la Capela Sixtină, unde are loc votul, sunt plasate sub înaltă supraveghere, sub responsabilitatea camerlengului.

## Istorie
Pe locul Pieței Sfintei Marta se afla inițial o mică biserică dedicată Sfintei Marta, ridicată în 1537 de Papa Paul al III-lea, pe locul mănăstirii Sfântul Ștefan cel Mare, aceasta din urmă fiind creată în Evul Mediu de Papa Ștefan al II-lea. În același timp, a fost construit un spital rezervat servitorilor Casei Papei. Biserica a fost distrusă în 1929, în urma tratatului de la Lateran, dar s-a păstrat ospiciul cu același nume.
Un proiect de amenajare a cartierului din Piața Sfintei Marta, în apropierea porții Perugino, a fost aprobat de Papa Ioan Paul al II-lea pe 14 martie 1991 și, în ciuda unor proteste, de UNESCO pe 14 octombrie 1992. Acesta viza înlocuirea clădirilor vechi construite în timpul pontificatului lui Pius al IX-lea, în secolul al XIX-lea, și, în special, a ospiciului Sfintei Marta, recreat pe vechiul amplasament de succesorul său, Leon al XIII-lea, în timpul epidemiei de holeră din 1891 care a afectat mai multe orașe italiene.
În timpul celui de-al Doilea Război Mondial, ospiciul Sfintei Marta a găzduit diplomații care fuseseră până atunci în post la Roma, obligați să plece în urma ruperii relațiilor diplomatice ale țării lor cu Italia. Acesta a fost cazul ambasadorului Franței pe lângă Sfântul Scaun, contele Wladimir d'Ormesson, obligat să petreacă cinci luni la Sfânta Marta.
Până la conclavul din august 1978, care viza desemnarea succesorului lui Paul al VI-lea, cardinalii electori erau închiși în Capela Sixtină și, într-un context moștenit din trecut, erau cazați, la fiecare deces al unui papă, în Palatul Apostolic și dependințele sale, amenajate în grabă de personalul Vaticanului, pe paturi de campanie uneori așezate în mijlocul coridoarelor sau în birouri. Ioan Paul al II-lea, care a participat la două conclavuri, a modificat astfel regulile în vigoare de la conclavul de la Viterbo (1271) care impunea secret absolut în timpul scrutinului pontifical. Constituția apostolică Universi Dominici Gregis, promulgată pe 22 februarie 1996, stabilește condițiile de atribuire a unei „locuințe convenabile” pentru fiecare cardinal și limitează noțiunea de secret absolut, care prevala până atunci, la singura comunicare privind scrutinul și desfășurarea acestuia.
Clădirea a fost finalizată în 1996, cu un cost total de douăzeci de milioane de dolari. Arhitectul american Louis D. Astorino a propus pentru reședință un proiect care nu a fost reținut, dar a supervizat realizarea acesteia și a creat capela Sfântului Duh, situată la parter.

## Conclavul din 2005
În timpul conclavului din 2005, convocat pentru a desemna un succesor Papei Ioan Paul al II-lea, cardinalul Joseph Ratzinger, înainte de a fi ales, a locuit într-o cameră simplă a reședinței Sainte-Marthe, în ciuda funcției sale de decan al Colegiului Cardinalilor. Locuințele au fost atribuite cardinalilor pe 14 aprilie 2005, adică în a 12-a zi de Sede vacante și cu patru zile înainte de deschiderea conclavului. În noaptea următoare alegerii sale, Benedict al XVI-lea a decis să rămână în reședință, dar i s-a propus suita patriarhală; a locuit acolo pe toată durata renovării apartamentului papal, închis și sigilat la moartea lui Ioan Paul al II-lea. Încă de pe vremea lui Ioan al XXIII-lea, papa ales ia cina cu electorii săi în seara desemnării sale, iar Benedict al XVI-lea a continuat această tradiție în sala de restaurant a reședinței.

## Conclavul din 2013
Progresele tehnologice în materie de comunicare, odată cu apariția rețelelor sociale și dezvoltarea SMS-urilor, au modificat cerințele de control pentru a garanta secretul absolut în timpul conclavului din martie 2013: sub responsabilitatea camerlengului Tarcisio Bertone, asistat de trei cardinali, reședința a fost minuțios inspectată pentru a detecta eventuale mijloace de înregistrare ascunse, iar sisteme de bruiaj au fost instalate. În motu proprio-ul său Normas Nonnullas, Benedict al XVI-lea a întărit de altfel noțiunea de secret pe care cardinalii trebuie să o respecte sub jurământ, excomunicarea imediată putând fi pronunțată în caz de încălcare.

## Reședința Papei Francisc

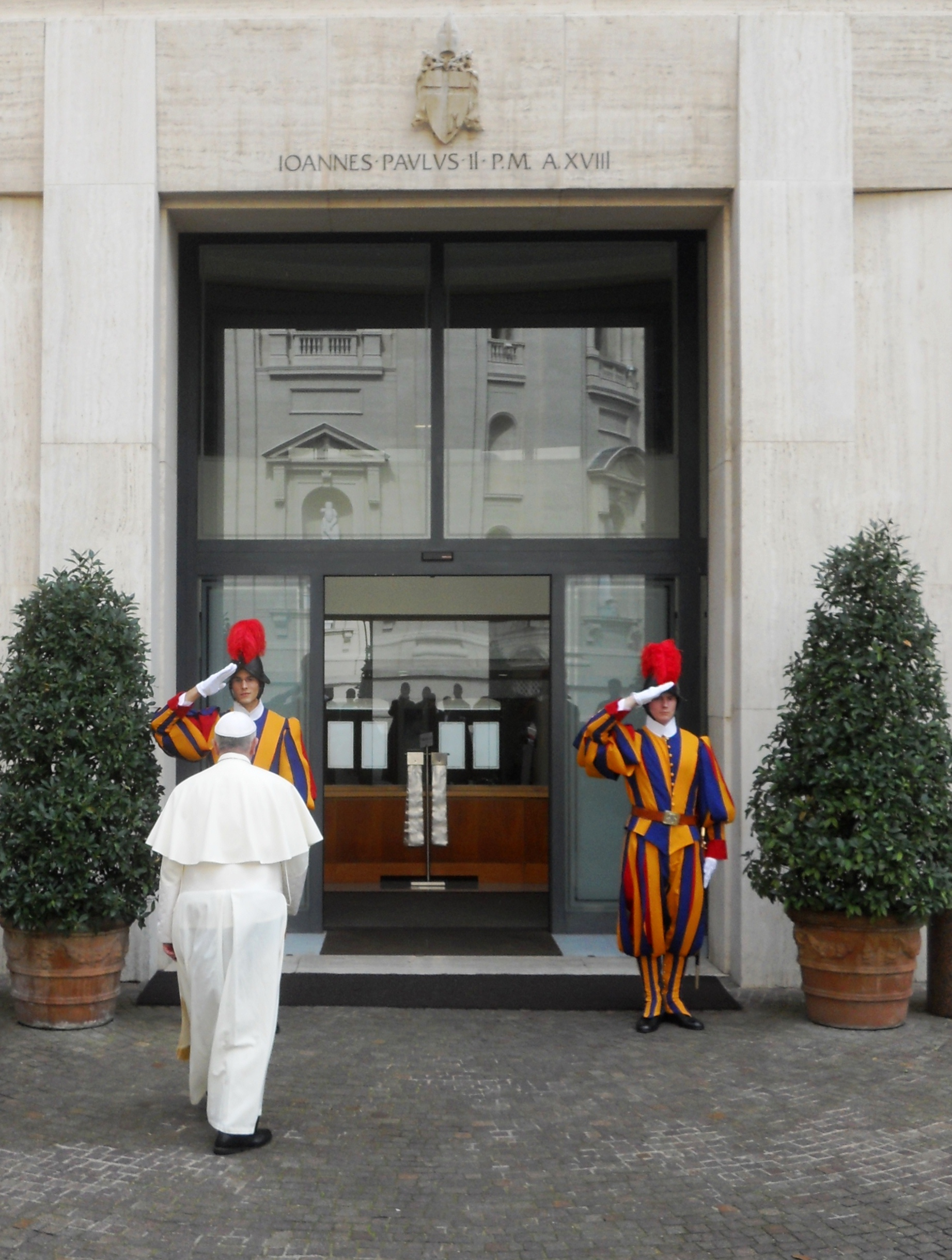
Papa Francisc intrând în reședința Sainte-Marthe.

După alegerea sa, pe 13 martie 2013, Papa Francisc, simțindu-se mai confortabil acolo, a decis să rămână „până la noi ordine” în această reședință, unde se simte mai puțin singur, printre ceilalți membri ai clerului, decât în apartamentele pontificale care îi sunt rezervate la etajul al treilea al Palatului Apostolic.
Părăsind camera 207 pe care i-o atribuise tragerea la sorți în ajunul conclavului, el ocupă suita 201, cea mai spațioasă, care cuprinde trei încăperi: un birou, un salon și un dormitor. În apropiere se află o capelă, un birou pentru secretariatul său, o sală de mese, o bucătărie și camere pentru cei doi secretari. El continuă să ia masa în refectoriul reședinței. Se simte mai puțin singur acolo: „Întotdeauna sunt destui oameni cu care să discute în jurul [lui]...”.
Francisc a decedat în dimineața zilei de 21 aprilie 2025, la vârsta de 88 de ani și după doisprezece ani de pontificat.